# Monastère de Sucevița
 (mars 2016).
Si vous disposez d'ouvrages ou d'articles de référence ou si vous connaissez des sites web de qualité traitant du thème abordé ici, merci de compléter l'article en donnant les références utiles à sa vérifiabilité et en les liant à la section « Notes et références ».
Le monastère de Sucevița  (roumain : Mănăstirea Sucevița) est édifié à la fin du XVIe siècle par la famille Movila. Il est souvent considéré comme « le testament de l'art moldave ». Depuis 2010, l'église du monastère, l'église de la Résurrection, est classée par l'UNESCO comme patrimoine mondial de l'Humanité.

## Situation
Le monastère de Sucevița est situé à 18 km de Rădăuți (județ de Suceava) dans le village homonyme établi dans la vallée du ruisseau de Sucevița. 

## Historique

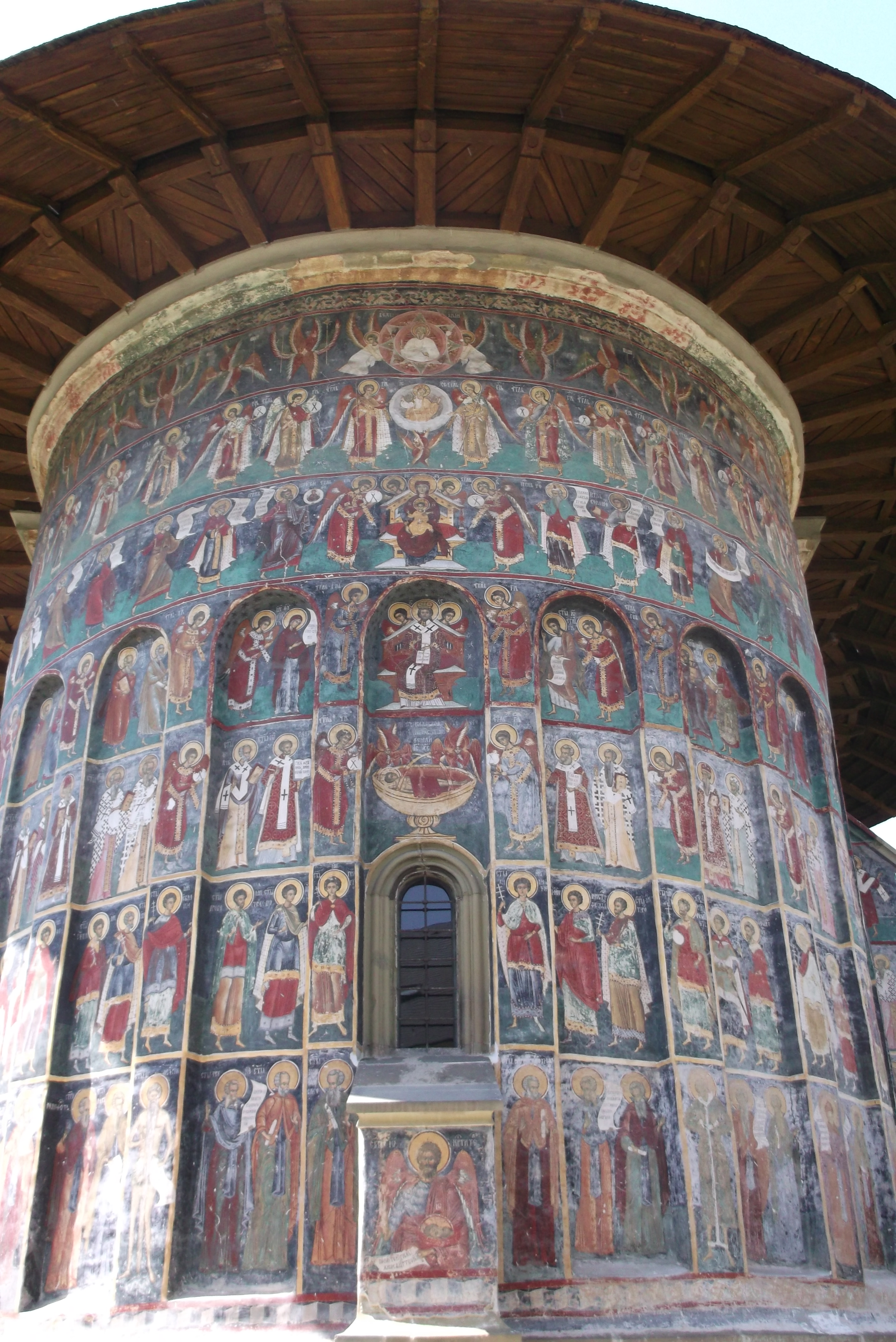
Monastère de Sucevița, église de la Résurrection.

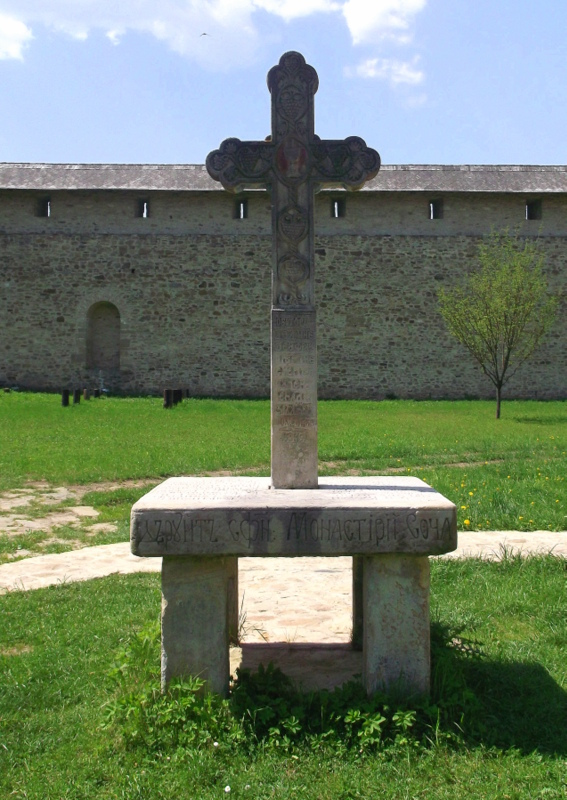
Monastère de Sucevița, église de la Résurrection.

La construction de l'ensemble monastique fut entreprise par Ieremia Movilă et Simion Movilă, futurs princes, et Gheorghe, évêque de Rădăuți  et futur Métropolite de Moldavie, tous trois petits-fils de Pierre IV Rareș. Elle dura de 1581 à 1601. 
La première église bâtie par les membres de famille Movilă  sur l'emplacement de l'actuel complexe monastique était de dimension modeste. Sous le règne de Pierre VI Șchiopul, les trois frères Movilă étaient devenus les conseillers du prince et disposaient d'un important patrimoine lorsqu'ils commencèrent l'édification par l'église érigée entre 1582 et 1584.
Après avoir accédé au trône de Moldavie en 1595, Ieremia Movilă fait ajouter à l'église deux portiques extérieurs aux entrées des côtés nord et sud, puis les murailles fortifiées de forme rectangulaire et les quatre tours d’enceinte qui donnent au monastère son aspect de cité médiévale. Il y ajoute enfin une résidence pour les princes, aujourd’hui en ruines, et les cellules des moines.
Les fresques murales ont été réalisées par les deux grands artistes moldaves Ion et Sofronie Zugravul entre septembre 1595 et juillet 1596. Elles sont dans un bon état de conservation et possèdent toujours leur couleur dominante vert-foncé, même sur la paroi nord exposée aux intempéries. 
En 2010, l'église de la Résurrection du monastère de Sucevita rejoint les églises d'Arbore, Humor, Moldovița, Pătrăuți (en), Probota (en), Suceava (de) et Voroneț sur la liste du patrimoine mondial de l'UNESCO. Ces dernières y avaient été inscrites en 1993 sous le nom d'églises de Moldavie pour leurs peintures murales extérieures et intérieures de style byzantin.

## Intérieur
Un trait caractéristique de la peinture de Sucevița est son penchant pour la narration : on y trouve des cycles complets de vies de St Jean le Nouveau (exonarthex), Saint-Nicolas et Saint-Georges (pronaos).
Dans la chambre mortuaire ont été inhumés les frères Ieremia et Simion Movilă  dans des pierres tombales taillées en marbre de Ruschita. Le monastère possède également les couvertures de tombeau des deux princes Ieremia représenté debout vivant et Simion en gisant.
Le tableau votif représentant toute la famille de Ieremia Movilă est situé traditionnellement à gauche de la porte du naos. En face de cette porte se trouve un second tableau votif avec le portrait du métropolite Gheorghe Movila et du boyard Ioan Movilă, père des trois frères et ancien « mare Logofăt », mort moine sous le nom de Ioanichie.

## Fresques extérieures

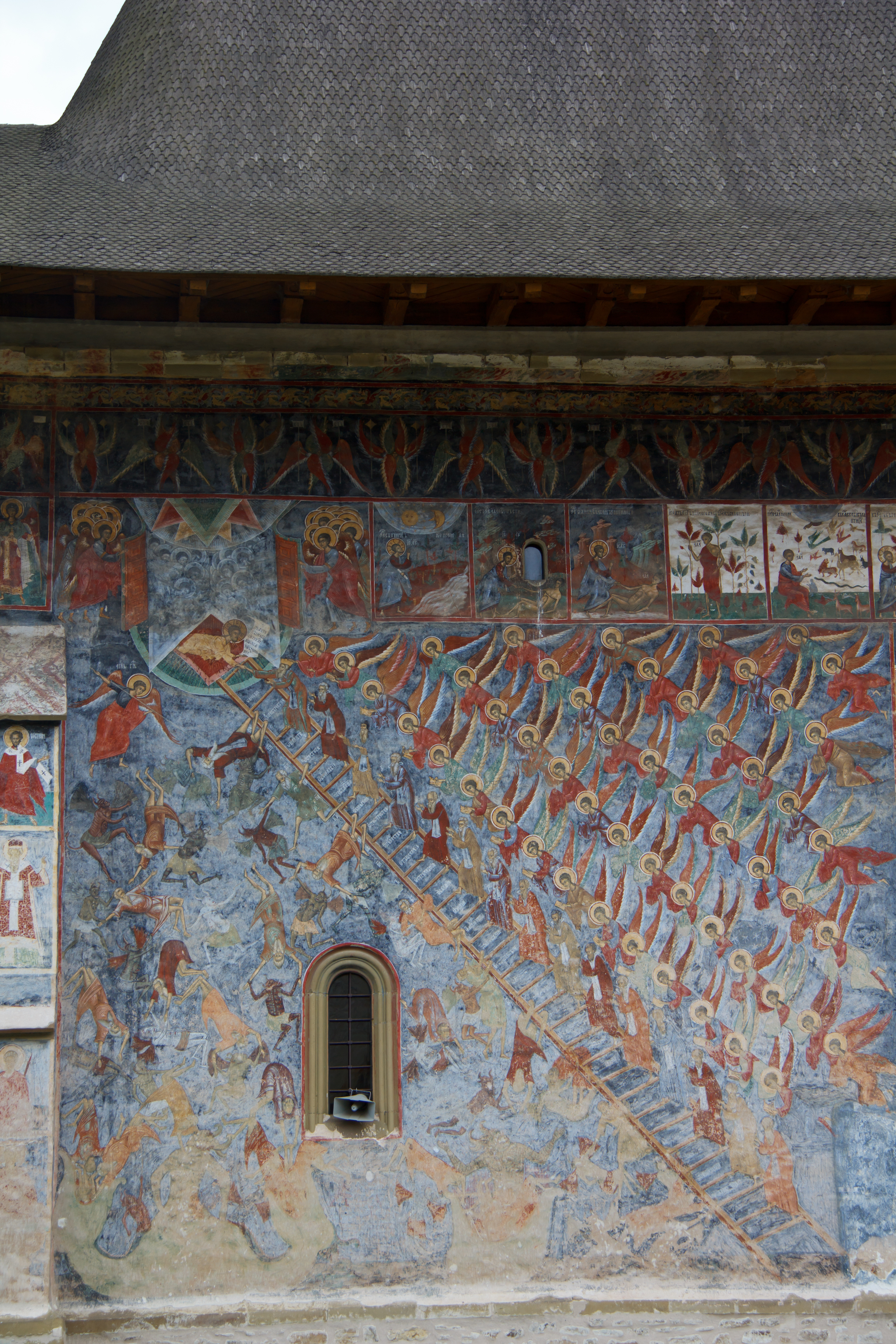
L'Échelle sainte.

Les peintures extérieures du monastère sont les mieux conservées de toutes celles de Moldavie et les seules où l'on peut admirer sur la façade nord l'Échelle sainte, composition impressionnante par sa taille et par l'ordre régnant parmi les anges et le chaos de l'enfer. Cette scène symbolise le combat entre le bien et le mal, l'aspiration de l'homme vers la perfection.
Sur les parois des absides, sept registres représentent « la Prière de tous les Saints », thème unique dans l'art chrétien orthodoxe.
La façade sud est décorée d'un Arbre de Jessé placé au-dessus d'une frise représentant les philosophes de l'Antiquité, d'une « Prière à la Vierge » et du « Brasier en flammes », ainsi que du « Voile de la Mère du Seigneur ».